# Kabinett Krištopans
Das Kabinett Krištopans war die siebte Regierung Lettlands nach der Unabhängigkeit 1990. Es amtierte vom 26. November 1998 bis zum 16. Juli 1999.

## Kabinettsmitglieder
| Ressort                                                                                                | Name                             | Partei | Partei  | Amtszeit                              |
| --- | -------------------------------- | ------ | ------- | ------------------------------------- |
| Ministerpräsident                                                                                      | Vilis Krištopans                 |        | LC      | 26. November 1998 – 16. Juli 1999     |
| Stellvertretender Ministerpräsident                                                                    | Anatolijs Gorbunovs              |        | LC      | 26. November 1998 – 16. Juli 1999     |
| Verkehrsminister                                                                                       | Anatolijs Gorbunovs              |        | LC      | 26. November 1998 – 16. Juli 1999     |
| Stellvertretender Ministerpräsident für Angelegenheiten der Europäischen Union                         | Guntars Krasts                   |        | TB/LNNK | 26. November 1998 – 16. Juli 1999     |
| Verteidigungsminister                                                                                  | Ģirts Valdis Kristovskis         |        | TB/LNNK | 26. November 1998 – 16. Juli 1999     |
| Außenminister                                                                                          | Valdis Birkavs                   |        | LC      | 26. November 1998 – 16. Juli 1999     |
| Wirtschaftsminister                                                                                    | Ainārs Šlesers                   |        | JP      | 26. November 1998 – 10. Mai 1999      |
| Wirtschaftsminister                                                                                    | Vilis Krištopans (kommissarisch) |        | LC      | 11. Mai 1999 – 19. Mai 1999           |
| Wirtschaftsministerin                                                                                  | Ingrīda Ūdre                     |        | JP      | 20. Mai 1999 – 16. Juli 1999          |
| Finanzminister                                                                                         | Ivars Godmanis                   |        | LC      | 26. November 1998 – 16. Juli 1999     |
| Innenminister                                                                                          | Roberts Jurdžs                   |        | TB/LNNK | 26. November 1998 – 16. Juli 1999     |
| Minister für Bildung und Wissenschaft                                                                  | Jānis Gaigals                    |        | LC      | 26. November 1998 – 16. Juli 1999     |
| Kulturministerin                                                                                       | Karina Pētersone                 |        | LC      | 26. November 1998 – 16. Juli 1999     |
| Sozialminister                                                                                         | Vladimirs Makarovs               |        | TB/LNNK | 26. November 1998 – 16. Juli 1999     |
| Justizministerin                                                                                       | Ingrīda Labucka                  |        | JP      | 26. November 1998 – 10. Mai 1999      |
| Landwirtschaftsminister                                                                                | Vilis Krištopans (kommissarisch) |        | LC      | 26. November 1998 – 23. Dezember 1998 |
| Landwirtschaftsminister                                                                                | Vents Balodis (kommissarisch)    |        | TB/LNNK | 23. Dezember 1998 – 4. Februar 1999   |
| Landwirtschaftsminister                                                                                | Pēteris Salkazanovs              |        | LSDA    | 5. Februar 1999 – 16. Juli 1999       |
| Minister für Umweltschutz und regionale Entwicklung                                                    | Vents Balodis                    |        | TB/LNNK | 26. November 1998 – 16. Juli 1999     |
| Minister für besondere Angelegenheiten für Zusammenarbeit und die internationalen Finanzorganisationen | Roberts Zīle                     |        | TB/LNNK | 26. November 1998 – 16. Juli 1999     |
| |                                  |        |         |                                       |
| Staatsminister                                                                                         |                                  |        |         |                                       |
| Staatsministerin für Staatseinnahmen im Finanzministerium                                              | Aija Poča                        |        | LC      | 26. November 1998 – 16. Juli 1999     |
| Staatsministerin für Umwelt im Ministerium für Umwelt und Regionalentwicklung                          | Inese Vaidere                    |        | TB/LNNK | 26. November 1998 – 16. Juli 1999     |
| Staatsminister für besondere Angelegenheiten für die Reform der öffentlichen und kommunalen Verwaltung | Jānis Bunkšs                     |        | LC      | 20. Mai 1999 – 16. Juli 1999          |
| Staatsminister für Gesundheit im Sozialministerium                                                     | Viktors Jaksons                  |        | TB/LNNK | 20. Mai 1999 – 16. Juli 1999          |
| Staatsministerin für Hochschulen und Wissenschaft im Ministerium für Bildung und Wissenschaft          | Tatjana Koķe                     |        | JP      | 20. Mai 1999 – 16. Juli 1999          |
| Staatsminister für Forsten im Landwirtschaftsministerium                                               | Gints Kaktiņš                    |        | LSDA    | 20. Mai 1999 – 16. Juli 1999          |

## Parteien
|  | Partei                                     |
|  | ------------------------------------------ |
|  | Neuer Weg (JP)                             |
|  | Lettlands Weg (LC)                         |
|  | Lettische Sozialdemokratische Union (LSDA) |
|  | Für Vaterland und Freiheit (TB/LNNK)       |